# Sarah Records
Sarah Records fue una compañía discográfica independiente del Reino Unido activa en la ciudad de Bristol entre los años 1987 y 1995, conocida sobre todo por sus grabaciones de indie pop, publicadas casi exclusivamente en singles de vinilo de siete pulgadas. Al llegar su catálogo a la referencia ‘’SARAH 100’’ el sello celebró el centenario con una fiesta y a continuación anunció su cierre. En marzo de 2015, NME publicó una lista en la que eligió a Sarah como el segundo mejor sello independiente de la historia.

## Orígenes
El sello se fundó en Bristol en 1987 por Clare Wadd y Matt Haynes y sus orígenes provienen de la escena de fanzines de la época, como Are You Scared To Get Happy? y Wadd Kvatch. Los dos fanzines regalaban flexis, y Are You Scared To Get Happy? formaba parte de la organización ‘’Sha-la-la’’, un sello discográfico que sólo publicaba flexis. Parte de los discos publicados por Sarah eran fanzines y flexis, ya que consideraban que al igual que los  7"s estaban más acorde con la filosofía del sello que los LP y los maxi-singles de doce pulgadas. El sello también se negó a publicar discos en múltiples formatos (lo que era habitual en la época) o a incluir singles no inéditos en álbumes, ya que consideraban esas prácticas como una forma de aprovecharse de los fanes. En 1990 Wadd y Haynes declararon a Melody Maker que era "una compañía de discos creada desde el punto de vista de un comprador de discos... no deberías timar a la gente que te apoya”.

## Música
Generalmente se encuadra a Sarah Records dentro de los estilos jangle pop, indie pop, twee pop y la escena C86, aunque los fundadores del sello odiaban la etiqueta 'twee' ya que consideraban que se usaba de forma peyorativa y tenía connotaciones paternalistas y sexistas. Algunas de las principales influencias del sello fueron otros sellos independientes que se caracterizaban por ser imaginativos y creativos, como Postcard Records, Factory y Creation, así como la escena del "DIY" de los años 1970 y la cultura de fanzines de mediados de los ochenta. Además, numerosos grupos del sello, como The Field Mice y The Orchids, también experimentaban con música de baile y otros estilos alejados del indie pop. Otros grupos destacados del sello eran Heavenly, East River Pipe, The Hit Parade, Even As We Speak, Boyracer, Brighter, Blueboy, Another Sunny Day, Shelley y St. Christopher.

## Catálogo
El catálogo de Sarah Records abarca unas cien referencias, cada referencia tiene un número de catálogo, con el formato 001, 002… hasta 100. Casi todas las referencias son singles en formato 7". Las excepciones son:
- Sarah 003 y 070 son flexis
- Sarah 004, 014, 032 y 070 son fanzines
- Sarah 038 es un EP de 10 pulgadas
- Sarah 050 es un juego de mesa
- Sarah 042 y 057 son singles en formato 12"
- Sarah 100 es el recopilatorio There And Back Again Lane en formatO CD

Algunos de los sencillos en formato 7" también se publicaron en CD. También hay 7 LP en formato 10” (Sarah 401 a 407) y 22 LPs (Sarah 601 a 622), algunos de ellos también se publicaron en CD.

## Sencillos de siete pulgadas y fanzines
- Sarah 001 The Sea Urchins, "Pristine Christine", 1987
- Sarah 002 The Orchids, "I've Got A Habit", 1988
- Sarah 003 Another Sunny Day, "Anorak City", 1988
- Sarah 004 fanzine sin título, 1988
- Sarah 005 14 Iced Bears, "Come Get Me", 1988
- Sarah 006 The Poppyheads, "Cremation Town", 1988
- Sarah 007 Another Sunny Day, "I'm In Love With A Girl Who Doesn't Know I Exist", 1988
- Sarah 008 The Sea Urchins, "Solace", 1988
- Sarah 009 The Golden Dawn, "My Secret World", 1988
- Sarah 010 The Springfields, "Sunflower", 1988
- Sarah 011 The Orchids, "Underneath The Window, Underneath The Sink", 1988
- Sarah 012 The Field Mice, "Emma's House", 1988
- Sarah 013 Christine's Cat, "Your Love Is...", 1989
- Sarah 014 "lemonade" / "cold - a lie" (fanzines), 1989
- Sarah 015 St. Christopher, "You Deserve More Than A Maybe", 1989
- Sarah 016 Another Sunny Day, "What's Happened", 1989
- Sarah 017 The Golden Dawn, "George Hamilton's Dead", 1989
- Sarah 018 The Field Mice, "Sensitive", 1989
- Sarah 019 Brighter, "Around The World In Eighty Days", 1989
- Sarah 020 St. Christopher, "All Of A Tremble", 1989
- Sarah 021 The Wake, "Crush The Flowers", 1989
- Sarah 022 Another Sunny Day, "You Should All Be Murdered", 1989
- Sarah 023 The Orchids, "What Will We Do Next", 1989
- Sarah 024 The Field Mice, "The Autumn Store part 1", 1990
- Sarah 025 The Field Mice, "The Autumn Store part 2", 1990
- Sarah 026 Gentle Despite, "Darkest Blue", 1990
- Sarah 027 Brighter, "Noah's Ark", 1990
- Sarah 028 Action Painting!, "These Things Happen", 1990
- Sarah 029 The Orchids, "Something For The Longing", 1990
- Sarah 030 Heavenly, "I Fell In Love Last Night", 1990
- Sarah 031 Eternal, "Breathe", 1990
- Sarah 032 "Sunstroke" (fanzine), 1990
- Sarah 033 The Sea Urchins, "A Morning Odyssey", 1990
- Sarah 034 St. Christopher, "Antoinette", 1990
- Sarah 035 Another Sunny Day, "Rio", 1990
- Sarah 036 The Sweetest Ache, "If I Could Shine", 1990
- Sarah 037 Even As We Speak, "Nothing Ever Happens", 1990
- Sarah 038 The Field Mice, "So Said Kay", 1990
- Sarah 039 The Sweetest Ache, "Tell Me How It Feels", 1990
- Sarah 040 The Springfields, "Wonder", 1991
- Sarah 041 Heavenly, "Our Love Is Heavenly", 1991
- Sarah 042 The Orchids, "Penetration", 1991
- Sarah 043 Tramway, "Maritime City", 1991
- Sarah 044 The Field Mice, "September's Not So Far Away", 1991
- Sarah 045 Gentle Despite, "Torment To Me", 1991
- Sarah 046 St. Christopher, "Say Yes To Everything", 1991
- Sarah 047 The Sweetest Ache, "Sickening", 1991
- Sarah 048 Wake, "Major John", 1991
- Sarah 049 Even As We Speak, "One Step Forward", 1991
- Sarah 050 "Saropoly" (fanzine/juego de mesa), 1991
- Sarah 051 Heavenly, "So Little Deserve", 1991
- Sarah 052 Tramway, "Sweet Chariot", 1991
- Sarah 053 Secret Shine, "After Years", 1991
- Sarah 054 Forever People, "Invisible", 1992
- Sarah 055 Blueboy, "Clearer", 1991
- Sarah 056 Brighter, "Half-Hearted", 1991
- Sarah 057 The Field Mice, "Missing The Moon", 1991
- Sarah 058 The Hit Parade, "In Gunnersbury Park", 1991
- Sarah 059 Even As We Speak, "Beautiful Day", 1992
- Sarah 060 Another Sunny Day, "New Year's Honours", 1992
- Sarah 061 Secret Shine, "Ephemeral", 1992
- Sarah 062 The Rosaries, "Forever EP", 1992
- Sarah 063 The Sugargliders, "Letter From A Lifeboat", 1992
- Sarah 064 Harvest Ministers, "You Do My World A World Of Good", 1992
- Sarah 065 Blueboy, "Popkiss", 1992
- Sarah 066 The Orchids, "Thaumaturgy", 1992
- Sarah 067 The Sugargliders, "Seventeen", 1992
- Sarah 068 Harvest Ministers, "Six O'Clock Is Rosary", 1992
- Sarah 069 Brighter, "Disney", 1992
- Sarah 070 Blueboy, "Cloud Babies", 1993, con 3 mini-fanzines: 
  - "just as good as I should be"
  - "nice boys prefer vanilla"
  - "i am telling you because you are far away"
- Sarah 071 Secret Shine, "Loveblind", 1993
- Sarah 072 The Sugargliders, "Ahprahran", 1993
- Sarah 073 Action Painting!, "Classical Music", 1993
- Sarah 074 Blueboy, "Meet Johnny Rave", 1993
- Sarah 075 East River Pipe, "Helmet On", 1993
- Sarah 076 Boyracer, "B Is For Boyracer", 1993
- Sarah 077 The Sugargliders, "Trumpet Play", 1993
- Sarah 078 East River Pipe, "She's A Real Good Time", 1993
- Sarah 079 Even As We Speak, "Blue Eyes Deceiving Me", 1993
- Sarah 080 Blueboy, "Some Gorgeous Accident", 1993
- Sarah 081 Heavenly, "P.U.N.K. Girl", 1993
- Sarah 082 Heavenly, "Atta Girl", 1993
- Sarah 083 The Sugargliders, "Will We Ever Learn", 1993
- Sarah 084 Harvest Ministers, "If It Kills Me And It Will", 1993
- Sarah 085 Boyracer, "From Purity To Purgatory", 1993
- Sarah 086 The Sugargliders, "Top 40 Sculpture", 1993
- Sarah 087 Action Painting!, "Mustard Gas", 1993
- Sarah 088 Blueboy, "River", 1994
- Sarah 089 Secret Shine, "Greater Than God", 1994
- Sarah 090 The Hit Parade, "Autobiography", 1994
- Sarah 091 Ivy, "Wish You Would", 1994
- Sarah 092 Ivy, "Avenge", 1994
- Sarah 093 Aberdeen, "Byron", 1994
- Sarah 094 Northern Picture Library, "Paris", 1994
- Sarah 095 Northern Picture Library, "Last September's Farewell Kiss", 1994
- Sarah 096 Boyracer, "Pure Hatred '96", 1994
- Sarah 097 Aberdeen, "Fireworks", 1994
- Sarah 098 Shelley, "Reproduction Is Pollution", 1995
- Sarah 099 Blueboy, "Dirty Mags", 1995

## Álbumes
10" (todos publicados también en CD, salvo Lyceum, Snowball, Bacharach)
- Sarah 401 The Orchids, Lyceum, 1989
- Sarah 402 The Field Mice, Snowball, 1989
- Sarah 403 St. Christopher, Bacharach, 1990
- Sarah 404 Brighter, Laurel, 1991
- Sarah 405 East River Pipe, Goodbye California, 1993
- Sarah 406 Harvey Williams, Rebellion, 1995
- Sarah 407 East River Pipe, Even The Sun Was Afraid, 1995

12" (todos publicados también en CD salvo Skywriting, They've Scoffed The Lot)
- Sarah 601 The Field Mice, Skywriting, 1990
- Sarah 602 Wake, Make It Loud, 1990
- Sarah 603 Heavenly, Heavenly Vs. Satan, 1991
- Sarah 604 Talulah Gosh!, They've Scoffed The Lot, 1991
- Sarah 605 The Orchids, Unholy Soul, 1991
- Sarah 606 The Field Mice, Coastal, 1991
- Sarah 607 The Field Mice, For Keeps, 1991
- Sarah 608 The Sweetest Ache, Jaguar , 1992
- Sarah 609 The Sea Urchins, Stardust, 1992
- Sarah 610 Heavenly, Le Jardin de Heavenly, 1992
- Sarah 611 The Orchids, Epicurean, 1992
- Sarah 612 Blueboy, If Wishes Were Horses, 1992
- Sarah 613 Another Sunny Day, London Weekend, 1992
- Sarah 614 Even As We Speak, Feral Pop Frenzy, 1993
- Sarah 615 Secret Shine, Untouched, 1993
- Sarah 616 Harvest Ministers, Little Dark Mansion, 1993
- Sarah 617 The Orchids, Striving For The Lazy Perfection, 1994
- Sarah 618 Wake, Tidal Wave of Hype, 1994
- Sarah 619 The Sugargliders, We're All Trying To Get There, 1994
- Sarah 620 Blueboy, Unisex, 1994
- Sarah 621 East River Pipe, Poor Fricky, 1994
- Sarah 622 The Hit Parade, The Sound Of The Hit Parade, 1994
- Sarah 623 Heavenly, The Decline And Fall Of Heavenly, 1994

## Recopilatorios
(en orden cronológico)
- Sarah 587 Shadow Factory, 1988
- Sarah 376 Temple Cloud, 1990
- Sarah 545 Air Balloon Road, 1990
- Sarah 501 Glass Arcade, 1991
- Sarah 583 Fountain Island, 1992
- Sarah 628 Engine Common, 1993
- Sarah 530 Gaol Ferry Bridge, 1994
- Sarah 359 Battery Point, 1995
- Sarah 100 There And Back Again Lane, 1995